# Prolemur simus
Prolemur simus là một loài động vật có vú trong họ Lemuridae, bộ Linh trưởng. Chúng được Gray mô tả năm 1871.

## Hình ảnh

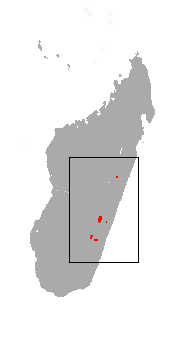
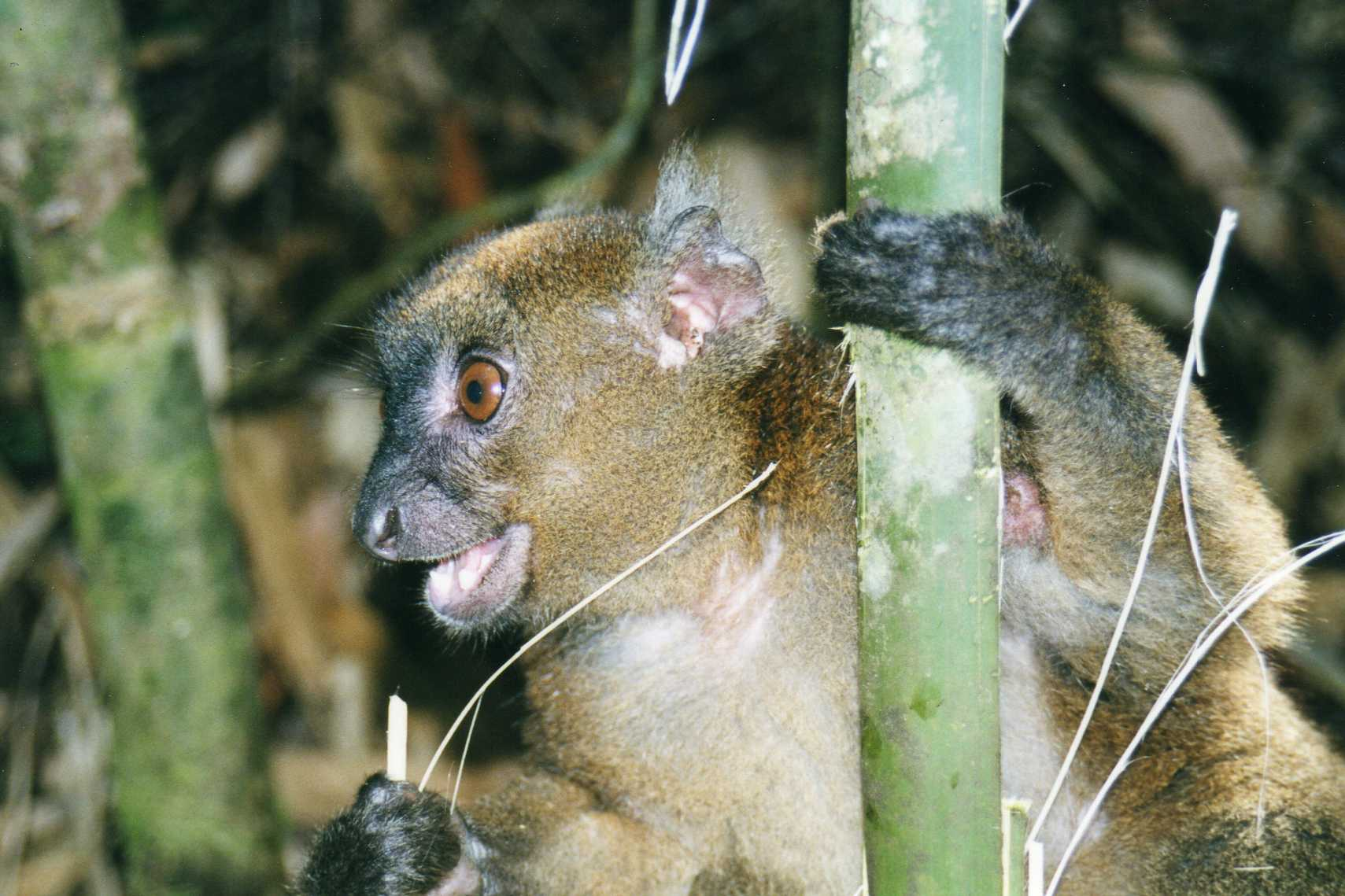
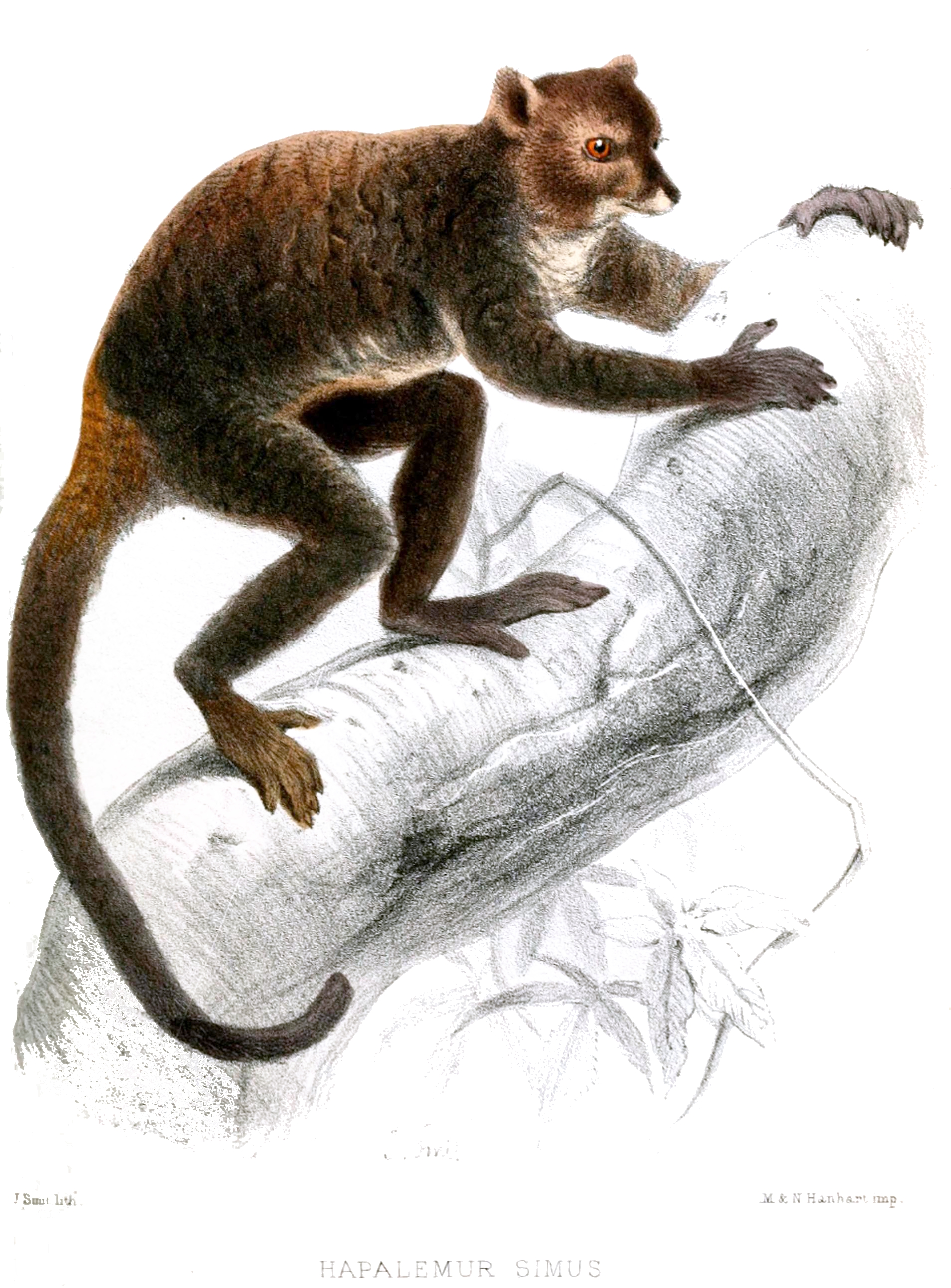